# Rebecca Roberts
Rebecca Roberts (18 de diciembre de 1994), es una atleta de fuerza galesa y atleta de agarre, obtuvo el título de La mujer más fuerte del Reino Unido 2023, es ganadora de la competencia La mujer más fuerte del mundo de 2021 y 2023. Recuperó el título de 'La mujer más fuerte del mundo' después de ganar en los juegos oficiales de Strongman en Virginia Occidental en diciembre de 2023, convirtiéndose en una de las cuatro mujeres en la historia en ganar el campeonato en múltiples ocasiones.

## Biografía
Roberts creció en el norte de Gales y es galesa de nacimiento. Perdió a su madre a temprana edad y su padre sufrió demencia poco después, sin embargo, asistió a la universidad en Liverpool, donde estudió psicología forense y durante la universidad descubrió el rugby.
Su compañero Paul Savage, quien siguió siendo su entrenador hasta su repentino fallecimiento en diciembre de 2022, le presentó los deportes de fuerza y agarre. Es una defensora de la positividad corporal y la salud mental, en parte debido a su propia experiencia de acoso debido a su peso y tamaño. Roberts trabaja a tiempo completo pero entrena aproximadamente 20 horas a la semana para poder competir a nivel internacional. Es muy activa en las redes sociales y publica sobre su entrenamiento, competencias y su proceso de pérdida de peso, así como los desafíos de entrenar mientras se está de duelo.

## Carrera
La carrera como atleta de fuerza de Roberts comenzó con su primera competencia en 2016. De 1.93 metros de altura, ha competido en numerosas competencias de mujeres fuertes, así como en competencias de agarre.  También posee varios récords mundiales.
| Competencias | Competencias                        | Competencias                          | Competencias | Competencias      |
| Año          | Competencia                         | Ubicación                             | Resultado    | Categoría de peso |
| ------------ | ----------------------------------- | ------------------------------------- | ------------ | ----------------- |
| 2024         | Arnold UK                           | Bimingham                             | 7°           | Abierta           |
| 2024         | Arnold Strongwoman Classic          | Columbus, Ohio                        | 6°           | Abierta           |
| 2023         | La mujer más fuerte del mundo       | Charleston, West Virginia             | 1°           | Abierta           |
| 2023         | Spartan Grip Championships          | Spartan Training Centre               | 1°           | Abierta           |
| 2023         | Britains Strongest Woman            | Doncaster Dome                        | 1°           | Abierta           |
| 2023         | Campeonato Europeo                  | Excel London                          | 2°           | Abierta           |
| 2023         | La mujer más fuerte de Gales        | International Sports Stadium, Cardiff | 1°           | Abierta           |
| 2023         | La mujer más fuerte de Reino Unido  | Motorpoint Arena, Nottingham          | 1°           | Abierta           |
| 2023         | La mujer más fuerte de Gales        | Spartan Training Centre, Wrexham      | 1°           | Abierta           |
| 2023         | Arnold Strongwoman Classic          | Columbus, Ohio                        | 2°           | Abierta           |
| 2022         | Worlds Strongest Nation             | Liverpool M&S Arena                   | 1°           | Abierta           |
| 2022         | La mujer más fuerte del mundo       | Daytona Beach, Florida                | 8°           | Abierta           |
| 2022         | La mujer más fuerte de Gales        | International Sports Stadium, Cardiff | 1°           | Abierta           |
| 2022         | La mujer más fuerte de Gales        | PB Performance Gym, Cardiff           | 1°           | Abierta           |
| 2022         | La mujer más fuerte de Reino Unido  | Doncaster Dome, Doncaster             | 1°           | Abierta           |
| 2021         | La mujer más fuerte del mundo       | Daytona Beach, Florida                | 1°           | Abierta           |
| 2021         | La mujer más fuerte de Reino Unido  | Bangor, Irlanda del Norte             | 2°           | Abierta           |
| 2021         | La mujer más fuerte de Gran Bretaña | Doncaster                             | 2°           | Abierta           |
| 2021         | La mujer más fuerte de Gales        | Swansea                               | 1°           | Abierta           |
| 2019         | La mujer más fuerte del mundo       | Daytona Beach, Florida                | 7°           | Abierta           |
| 2019         | Bodypower Strongwoman               | NEC Birmingham                        | 1°           | Abierta           |
| 2019         | La mujer más fuerte de Europa       | Rotherham                             | 1°           | Abierta           |
| 2019         | La mujer más fuerte de Gran Bretaña | Derbyshire                            | 6°           | Abierta           |
| 2019         | British Grip Championships          | Stafford                              | 1°           | Abierta           |
| 2019         | La mujer más fuerte de Gales        | Caernarfon                            | 1°           | Abierta           |
| 2018         | Arnold's Europe                     | Barcelona                             | 10°          | Abierta           |
| 2018         | La mujer más fuerte de Europa       | Belfast                               | 2°           | Abierta           |
| 2018         | WHEA World Grip Championship        | Finlandia                             | 1°           | Abierta           |
| 2018         | WHEA World Championships            | Finlandia                             | 1°           | Abierta           |
| 2017         | WHEA World Grip Championship        | Finlandia                             | 1°           | Abierta           |
| 2017         | WHEA World Championships            | Finlandia                             | 1°           | Abierta           |
| 2017         | BNSF Britain's Strongest Woman      | Newcastle                             | 1°           | Abierta           |
| 2017         | European Grip Championships         | Noruega                               | 1°           | Abierta           |
| 2016         | La mujer más fuerte de Reino Unido  | Kent                                  | 1°           | Abierta           |